# Tice (Florida)
Tice ist ein census-designated place (CDP) im Lee County im US-Bundesstaat Florida. Das U.S. Census Bureau hat bei der Volkszählung 2020 eine Einwohnerzahl von 4.853 ermittelt. 

## Geographie
Tice befindet sich am Südufer des Caloosahatchee River und wird von der Florida State Road 80 durchquert. Der CDP grenzt im Süden direkt an Fort Myers. Tampa liegt etwa 190 km und Miami 230 km entfernt. 

## Demographische Daten
Laut der Volkszählung 2010 verteilten sich die damaligen 4470 Einwohner auf 1700 Haushalte. Die Bevölkerungsdichte lag bei 1490 Einw./km². 51,3 % der Bevölkerung bezeichneten sich als Weiße, 8,6 % als Afroamerikaner, 1,3 % als Indianer und 0,9 % als Asian Americans. 34,6 % gaben die Angehörigkeit zu einer anderen Ethnie und 3,4 % zu mehreren Ethnien an. 62,2 % der Bevölkerung bestand aus Hispanics oder Latinos.
Im Jahr 2010 lebten in 41,1 % aller Haushalte Kinder unter 18 Jahren sowie 20,5 % aller Haushalte Personen mit mindestens 65 Jahren. 64,7 % der Haushalte waren Familienhaushalte (bestehend aus verheirateten Paaren mit oder ohne Nachkommen bzw. einem Elternteil mit Nachkomme). Die durchschnittliche Größe eines Haushalts lag bei 3,28 Personen und die durchschnittliche Familiengröße bei 3,78 Personen.
32,3 % der Bevölkerung waren jünger als 20 Jahre, 34,4 % waren 20 bis 39 Jahre alt, 22,1 % waren 40 bis 59 Jahre alt und 11,4 % waren mindestens 60 Jahre alt. Das mittlere Alter betrug 29 Jahre. 56,6 % der Bevölkerung waren männlich und 43,4 % weiblich.
Das durchschnittliche Jahreseinkommen lag bei 36.850 $, dabei lebten 31,2 % der Bevölkerung unter der Armutsgrenze.
Im Jahr 2000 war Englisch die Muttersprache von 61,90 % der Bevölkerung, Spanisch sprachen 37,74 % und 0,36 % sprachen Deutsch.

## Sehenswürdigkeiten
Am 8. Juli 1999 wurde die Tice Grammar School in das National Register of Historic Places eingetragen.